# ریوجی سووکا
ریوجی سووکا (انگلیسی: Ryuji Sueoka؛ زادهٔ ۲۲ مهٔ ۱۹۷۹) بازیکن فوتبال اهل ژاپن است.
از باشگاه‌هایی که در آن بازی کرده‌است می‌توان به باشگاه فوتبال دمپو، باشگاه ورزشی موهان باگان، باشگاه فوتبال بنگال شرقی، باشگاه فوتبال آلبیرکس نیگاتا، و باشگاه فوتبال بانکوک یونایتد اشاره کرد.